# Paranoia
Paranoia là một dạng triệu chứng của bệnh tâm thần phân liệt thể paranoid. Tỉ lệ mắc bệnh là 1% ở mọi quốc gia. Tại Việt Nam, tỷ lệ mắc bệnh paranoia chiếm khoảng 1% dân số tương đương 860.000 người.

## Đại cương lâm sàng
Paranoia thường xảy ra nhiều nhất ở độ tuổi 15-25, bất cứ ai cũng có thể mắc phải, tỉ lệ nam-nữ mắc bệnh như nhau. Một nghiên cứu cho biết, các loại hoang tưởng, ảo giác thường gặp ở bệnh nhân là hoang tưởng bị truy hại (chiếm khoảng 68,63%), hoang tưởng bị chi phối (chiếm 50%), hoang tưởng bị kiểm soát (chiếm 30,395%), ảo giác chủ yếu là ảo thanh (ảo giác thính giác, chiếm đến 86,6%). Như vậy dạng paranoia thường gặp là hoang tưởng bị truy hại, hoang tưởng bị chi phối, nội dung của hoang tưởng liên quan đến các thiết bị hiện đại, ảo giác chủ yếu là ảo thanh.
Nguyên nhân của bệnh paranoia là do những biến đổi, khiếm khuyết về rối loạn chuyển hóa của tế bào não, rối loạn chức năng hoạt động của não và chưa một xét nghiệm nào có thể phát hiện được. Đây là bệnh nội sinh nhưng có người vẫn còn nhầm lẫn cho rằng đây là bệnh mắc phải do stress, do yếu tố môi trường, do chấn thương.

## Triệu chứng

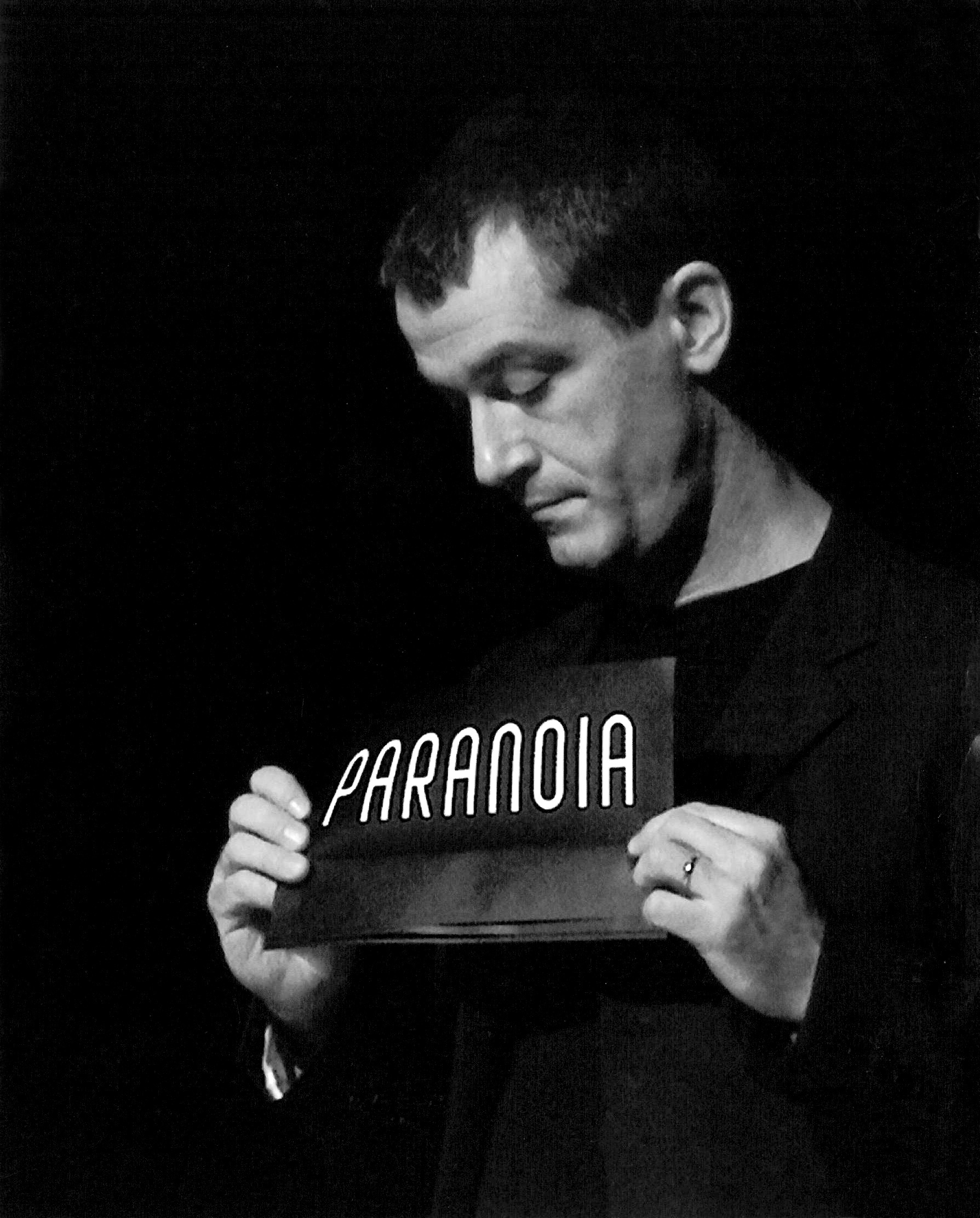
Một bệnh nhân paranoia

Khi mắc bệnh, bệnh nhân có một số biểu hiện sau:
- Rối loạn giấc ngủ như mất ngủ, khó ngủ, không ngủ, đảo giấc (ngày ngủ đêm thức). Có trường hợp dẫn đến căng thẳng, mất ngủ, đờ đẫn không muốn ăn uống hay hoạt động gì, suốt ngày ngồi hay nằm một chỗ. Tuy nhiên có khi bệnh nhân không có loại rối loạn này.
- Có những rối loạn về hành vi, rối loạn về cảm xúc như cảm giác hai chiều vừa yêu vừa ghét hay cảm xúc trái ngược là người thân thì rất ghét, căm thù nhưng người dưng lại tin yêu hay đi dự đám ma thì cười nhưng đi đám cưới lại khóc.[2][3]
- Bệnh nhân còn có các triệu chứng điển hình như đi lang thang, nhặt rác, tích trữ các vật dụng bỏ đi, cười một mình, tự trò chuyện một mình, nói chuyện, cười nói một mình...
- Dấu hiệu đáng quan tâm nhất mà bác sĩ thường ghi chẩn đoán là "ảo thanh bình phẩm" hay ảo thanh. Tức là bệnh nhân thường nghe có tiếng nói chuyện trong đầu, hoặc tiếng nói trong bụng phát ra. Có khi là tiếng nói xấu hoặc khen bệnh nhân, có khi phân tích, nhận xét những hành vi, suy nghĩ của bệnh nhân. Thậm chí tiếng nói đó ra lệnh, bắt bệnh nhân làm theo việc này việc khác, trong đầu bệnh nhân nhiều lúc có tiếng đó.[2] Một số trường hợp bị chứng ảo giác, thỉnh thoảng cứ nghe ai nói chuyện, ra lệnh, bình phẩm, bắt ép phải làm thế này, thế kia....
- Bệnh nhân còn có biểu hiện hoang tưởng ma nhập, người chết nhập vào, luôn có cảm giác bị theo dõi, bị hại, bị bắt, bị giết, bị bệnh. Có người lại có hoang tưởng phát minh, nghiên cứu sáng chế... Thực tế rất nhiều bệnh nhân tuy mắc bệnh paranoia nhưng nói năng lưu loát, trí nhớ tốt, thậm chí nhớ tốt hơn người bình thường.[3]

## Chẩn đoán và điều trị
Paranoia có từng đợt, lúc có lúc không và đặc biệt có tính thu hẹp, thụ động trong hoạt động và suy nghĩ. Nếu bác sĩ không có kinh nghiệm dễ chẩn đoán nhầm. Việc chẩn đoán chủ yếu dựa vào việc nói chuyện với bệnh nhân để họ bộc lộ ra, chứ không có xét nghiệm hay chẩn đoán cận lâm sàng nào có thể tìm ra bệnh.
Về điều trị, hiện nay có nhiều thuốc tốt và ít tác dụng phụ để chữa bệnh này. Việc điều trị khỏi bệnh hoàn toàn chỉ đạt 5-7% số ca mắc bệnh. Một tỉ lệ lên đến 93-95% bệnh nhân còn lại gần như mắc bệnh suốt đời, nhưng trong số này, nếu bệnh nhân được điều trị tốt thì 60-70% sống gần như bình thường, không ai biết họ có bệnh. Yếu tố để bệnh nhân ổn định bệnh tốt nhất là chính người bệnh nhận thức được bệnh của mình.
Ngoài điều trị bằng thuốc, yếu tố gia đình rất quan trọng trong việc chăm sóc, nhắc nhở bệnh nhân tự giác uống thuốc theo chỉ định của bác sĩ và tái khám đúng hẹn. Bệnh nhân có thể làm việc nhưng không được làm việc nặng nhọc, thức đêm. Không uống rượu, bia, hút thuốc lá. Với trà, cà phê có thể dùng chừng mực.
Việc phục hồi chức năng cho bệnh nhân như lao động nhẹ, thể dục thể thao, văn hóa văn nghệ, điều độ trong sinh hoạt giúp ổn định 50% tình trạng bệnh. Cần lưu ý việc sử dụng rượu, bia, thuốc lá; căng thẳng, yếu tố môi trường, tình trạng gia đình (người thân bị mất, bản thân ly thân, ly hôn...) là các yếu tố thúc đẩy chứ không phải là nguyên nhân gây ra bệnh paranoia.